# Sergio Ramos
Sergio Ramos García (Camas, 30 maart 1986) is een Spaans voetballer die centrale verdediger is. Hij keerde, komende van Paris Saint-Germain, in september 2023 na twintig jaar weer terug bij Sevilla. Ramos debuteerde in 2005 in het Spaans voetbalelftal, waarmee hij in 2010 wereldkampioen werd en in zowel 2008 als 2012 Europees kampioen. Hij werd in 2015 de vaste aanvoerder van de nationale ploeg en in oktober 2019 Spaans recordinternational. Hij won in 2014, 2016, 2017 en 2018 met zijn club de UEFA Champions League.

## Clubcarrière

### Sevilla FC
Ramos is afkomstig uit de jeugdopleiding van Sevilla. In het seizoen 2003/04 speelde hij zijn eerste wedstrijden voor Sevilla in de Primera División. Hij debuteerde tegen Deportivo La Coruña op 1 februari. Hij verving Paco Gallardo. In het seizoen 2004/05 werd Ramos basisspeler bij Sevilla. Hij debuteerde op Europees niveau op 16 september 2004 tegen CD Nacional in de UEFA Cup. In deze wedstrijd maakte Ramos ook zijn eerste doelpunt. Zijn eerste competitiedoelpunt maakte hij tien dagen later tegen Real Sociedad. Aan het eind van het seizoen scoorde Ramos ook tegen Real Madrid, wat zijn latere club bleek te zijn.

### Real Madrid CF

#### 2005–2012
In augustus 2005 vertrok Ramos naar Real Madrid. De Spaanse grootmacht betaalde 27 miljoen euro aan Sevilla. Ramos debuteerde met rugnummer 4 tegen Celta de Vigo door bij rust Francisco Pavón te vervangen. Real Madrid verloor de wedstrijd (2–3). Drie dagen later speelde Ramos zijn eerste wedstrijd in de Champions League tegen Olympique Lyonnais. Ook deze wedstrijd werd verloren (3–0). In dezelfde competitie scoorde Ramos zijn eerste doelpunt voor Real Madrid, op 6 december 2005 tegen Olympiakos Piraeus. Dit doelpunt kon een verlies niet voorkomen. Op 10 maart 2007 scoorde Ramos zijn eerste doelpunt in El Clásico tegen FC Barcelona, volgens velen een van de grootste wedstrijden ter wereld. Real Madrid won dat seizoen de Primera División, met een beter onderling resultaat dan FC Barcelona. Het was de eerste prijs in de carrière van Sergio Ramos. In het seizoen daarna won Real Madrid opnieuw de Primera División. In de laatste wedstrijd van het seizoen tegen Levante scoorde Ramos twee doelpunten en gaf hij een assist. In het begin van het seizoen verloor Real Madrid de Supercopa de España van Ramos' voormalige ploeg Sevilla, ondanks een doelpunt van Ramos. In het seizoen 2007/08 speelde Ramos vooral als rechtervleugelverdediger.

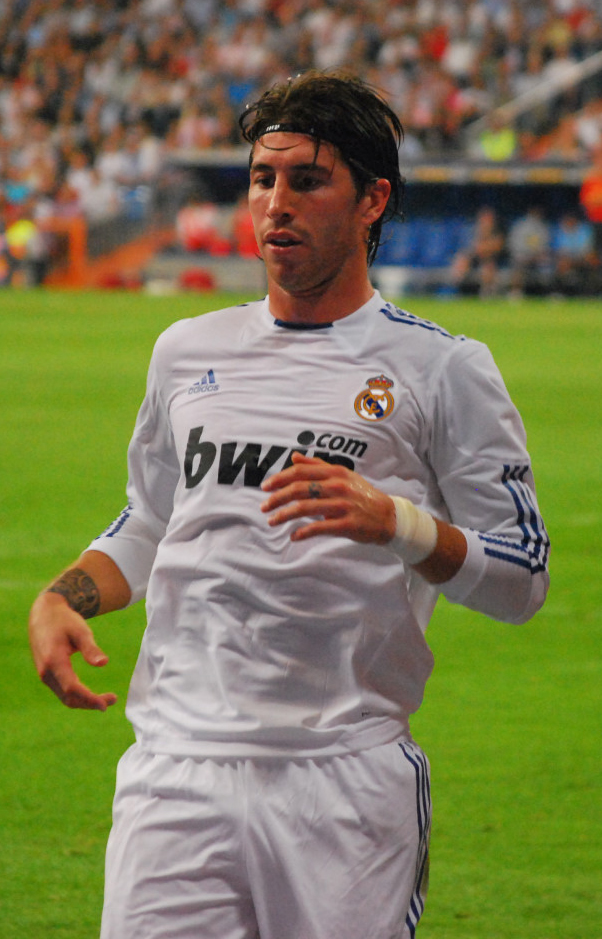
Sergio Ramos in 2010

Op 24 oktober 2008 won Real Madrid de Supercopa de España van Valencia CF. De uitwedstrijd werd verloren, maar de thuiswedstrijd werd met een groter verschil gewonnen, o.a. dankzij een doelpunt van Ramos. In 2008 behoorde Ramos tot zowel FIFA's als UEFA's Team of the Year. Ramos eindigde op de 21ste plek in de Ballon d'Or-verkiezing van 2008. Voor het seizoen 2009/10 werd Ramos samen met Casillas en Guti benoemd tot reserve-aanvoerder achter Raúl. Op 21 februari 2010 speelde Ramos zijn tweehonderdste wedstrijd voor Real Madrid en zijn honderdvijftigste competitiewedstrijd. Op 29 november 2010 kreeg Ramos een rode kaart tijdens El Clásico. Daarmee evenaarde hij het aantal rode kaarten van Fernando Hierro bij Real Madrid, ondanks een heel aantal minder gespeelde wedstrijden. Op 20 april 2011 won Real Madrid de Copa del Rey na verlenging van FC Barcelona. Ramos speelde de volledige wedstrijd. In het seizoen 2010/11 kwam Real Madrid voor het eerst in zeven jaar verder dan de achtste finale van de Champions League. Ze werden in de halve finale uitgeschakeld door rivaal FC Barcelona. Op 12 juli 2011 verlengde Ramos zijn contract bij Real Madrid tot 2017. Real Madrid verloor in augustus 2011 de Supercopa de España tegen FC Barcelona. Ramos speelde zowel de thuis- als uitwedstrijd volledig uit. Real Madrid bereikte opnieuw de halve finale van de Champions League. Real Madrid verloor na een strafschoppenreeks van Bayern München. Ramos was een van de drie spelers van Real Madrid die zijn penalty miste. Ramos won in 2012 zijn derde La Liga-titel van zijn carrière.

#### 2012–2016
Real Madrid won met Sergio Ramos Supercopa de España van 2012. Real Madrid scoorde in het tweeluik met FC Barcelona meer uitdoelpunten. Ramos eindigde op de achttiende plaats bij de verkiezing van de FIFA Ballon d'Or van 2012. Op 22 december 2012 speelde Ramos zijn eerste wedstrijd als aanvoerder van Real Madrid tegen Málaga. Op 17 februari 2013 scoorde Ramos tegen Rayo Vallecano, vroeg in de wedstrijd. Een paar minuten later ontving hij twee gele kaarten binnen een minuut. Daarmee kreeg hij de zestiende rode kaart uit zijn carrière te zien. Op 26 februari 2013 was Ramos voor het eerst aanvoerder tijdens El Clásico in de Copa del Rey. Een paar dagen later speelde Real Madrid opnieuw tegen Barcelona. Ramos scoorde het winnende doelpunt. Opnieuw werd Real Madrid uitgeschakeld in de halve finale van de Champions League. Dit keer was Borussia Dortmund de boosdoener. Ramos scoorde nog laat in de thuiswedstrijd, echter was dit niet genoeg voor een comeback. Op 17 mei 2013 speelde Ramos als aanvoerder met Real Madrid de finale van de Copa del Rey. Na verlenging werd Real verslagen door stadsgenoot Atlético Madrid. Op 14 december 2013 kreeg Ramos zijn achttiende rode kaart bij Real Madrid te zien, een clubrecord, maar later werd zijn schorsing ongedaan gemaakt. Op 23 maart 2014 kreeg hij zijn negentiende rode kaart te zien tegen FC Barcelona. Op 7 mei 2014 scoorde Ramos voor het eerst een vrije trap tegen Real Valladolid. Daarmee scoorde Ramos voor het eerst in zijn carrière in vier achtereenvolgende wedstrijden. Real Madrid eindigde in het seizoen 2013/14 derde in de Primera División. Wel werd de Copa del Rey gewonnen door in de finale rivaal FC Barcelona te verslaan. Ramos speelde de volledige wedstrijd. Ook speelde Real Madrid voor het eerst in twaalf jaar in een finale van de Champions League. Ramos scoorde in de halve finale tegen Bayern München twee doelpunten. In de finale tegen stadsgenoot Atlético Madrid stond Real Madrid lange tijd op achterstand. Laat in de blessuretijd kopte Ramos echter de bal in het doel, waardoor de wedstrijd naar verlenging ging. Na de verlenging won Real Madrid met 4–1. Dit was de eerste internationale prijs voor Sergio Ramos en de tiende keer dat Real Madrid de Champions League won.
Op 12 augustus 2014 won Real Madrid haar eerste prijs van het nieuwe seizoen, de UEFA Super Cup, tegen Ramos' voormalige ploeg Sevilla. Ramos startte in de basis en speelde de wedstrijd uit. Later speelde Real Madrid de Spaanse supercup tegen Atlético Madrid. Over twee wedstrijden verloor Real Madrid. Door de Champions League-winst mocht Real Madrid deelnamen aan het WK voor clubs van 2014. Real Madrid won de halve finale van Cruz Azul en de finale van San Lorenzo. Ramos scoorde in beide wedstrijden het openingsdoelpunt. Ramos werd verkozen tot beste speler van het toernooi. Ramos eindigde op plek 23 bij de Ballon d'Or-verkiezing van 2014. In de halve finale van de Champions League werd Real Madrid uitgeschakeld door Juventus. In de Primera División eindigde Real Madrid twee punten achter FC Barcelona. In augustus 2015 ondertekende Ramos een nieuw contract bij Real Madrid dat hem tot 2020 aan de club bond. Ook werd Ramos na de transfer van Casillas naar FC Porto de eerste aanvoerder van Real Madrid. Op 13 maart 2016 scoorde Ramos in een wedstrijd tegen Las Palmas. Later in de wedstrijd kreeg Ramos zijn tweede gele kaart en dus een rode kaart, zijn twintigste voor Real Madrid. Zijn eerstvolgende rode kaart was in de El Clásico. Real Madrid werd in het seizoen 2015/16 gediskwalificeerd van de Copa del Rey en eindigde op de tweede plaats in de Primera División. Real kwam één punt tekort. Real Madrid bereikte dat seizoen wel de finale van de Champions League, opnieuw tegen Atlético Madrid. Net als in 2014 scoorde Ramos in de finale, dit keer was het het openingsdoelpunt binnen een kwartier. Daarmee werd Ramos de eerste verdediger die in twee Champions League-finales scoorde. Toch moest de wedstrijd weer naar verlenging, zelfs naar een strafschoppenreeks. Ramos benutte zijn penalty en Real Madrid won het miljardenbal.

#### 2016–2021
Door het winnen van de Champions League mocht Real Madrid meedoen in de UEFA Super Cup. Net als in 2014 was de tegenstander Sevilla. Sergio Ramos scoorde in de blessuretijd, waardoor er een verlenging gespeeld werd. Ramos werd de eerste speler die tweemaal scoorde in de blessuretijd van de een Europese finale en de eerste speler die in drie Europese finales scoorde. In de verlenging won Real Madrid. Ramos werd genomineerd voor de Ballon d'Or-award van 2016. Samen met elf andere spelers kreeg Ramos echter geen punten. Op 3 december 2016 scoorde Ramos zijn vierde doelpunt tegen FC Barcelona, in de laatste minuten van de wedstrijd, waarmee hij een punt redde voor Real Madrid. Voor 2017 eindigde Ramos voor het eerst in de top tien bij de Ballon d'Or-verkiezing. Hij eindigde op de zesde plek. Sergio Ramos won als aanvoerder van Real Madrid het WK voor clubs. In de verlenging van de finale werd het Japanse Kashima Antlers verslagen. Op 11 februari, tijdens een 3–1 winst tegen CA Osasuna, speelde Ramos zijn vijfhonderdste wedstrijd voor Real Madrid. Real Madrid won in 2017 voor de 33e keer de Primera División. Het was de vierde keer dat Ramos kampioen van Spanje werd en de eerste keer als aanvoerder. Ook in de Champions League behaalde Real Madrid opnieuw succes. In de finale won Real Madrid van Juventus. Ramos scoorde tien doelpunten in het seizoen 2016/17, het was voor het eerst dat Ramos dubbele cijfers behaalde in een seizoen. Op 8 augustus 2017 verdedigde Real Madrid met succes de UEFA Super Cup tegen Manchester United. Op 20 augustus 2017 tegen Deportivo La Coruña kreeg Ramos zijn 23e rode kaart in zijn periode bij Real Madrid te zien en zijn 18e in La Liga. Daarmee evenaarde hij een record in La Liga. Hij verbrak dat record tegen Athletic Bilbao op 2 december. Ramos won voor de derde keer met Real Madrid het WK voor clubs. Ramos speelde in de finale tegen Grêmio de volledige wedstrijd. Voor het derde seizoen op rij speelde Real Madrid in de finale van de Champions League. In deze wedstrijd maakte Ramos een overtreding op Liverpools sterspeler Mohamed Salah, waarna de Egyptenaar geblesseerd het veld moest verlaten. Real Madrid won de finale met 3–1. Dat was de dertiende Champions League-winst voor Real Madrid en de vierde keer dat Ramos deze prijs won. Het was voor het eerst dat een club drie jaar achter elkaar de 'Cup met de grote oren' won sinds 1976. Ramos werd de eerste aanvoerder die drie keer met hetzelfde team de Champions League won sinds Franz Beckenbauer, ook in 1976.
Op 15 augustus 2018 speelde Real Madrid voor de derde keer op rij in de UEFA Super Cup. Ramos zette Real Madrid op voorsprong door een strafschop te benutten tegen Atlético Madrid, maar na verlenging ging Real Madrid onderuit. Elf dagen later benutte Ramos opnieuw een strafschop, tegen Girona FC. Daarmee werd hij samen met Lionel Messi de enige speler die in vijftien La Liga-seizoenen achter elkaar scoorde. Real Madrid won het WK voor clubs. Ramos startte zowel in de halve finale tegen Kashima Antlers als in de finale tegen Al Ain de volledige wedstrijd. Tegen het laatstgenoemde team scoorde Ramos. Real Madrid werd het eerste team dat drie jaar achter elkaar het WK voetbal voor clubs won. Bij de verkiezing van de Ballon d'Or voor 2018 eindigde Ramos samen met Ivan Rakitić en Roberto Firmino op de negentiende plaats. Op 9 januari scoorde Ramos in het bekerduel met Leganés het openingsdoelpunt. Dat was het honderdste doelpunt uit zijn carrière. De Champions League-wedstrijd tegen Ajax op 13 februari was Ramos' zeshonderdste wedstrijd voor Real Madrid. Hij was de zevende speler die zoveel wedstrijden speelde voor 'De Koninklijke'. In deze wedstrijd pakte Ramos een gele kaart, waardoor hij geschorst was voor de terugwedstrijd. Ramos deed dit opzettelijk om in de kwartfinale zonder een kans op schorsing te spelen. Hierdoor schorste de UEFA hem voor de heenwedstrijd van de kwartfinale. Echter werd Real Madrid uitgeschakeld in de terugwedstrijd tegen Ajax. Op 18 december 2019 speelde Ramos de 43e El Clásico van zijn carrière. Daarmee pakte hij een record voor meest gespeelde Clásico's. Op 12 januari 2020 won Ramos met Real Madrid de Supercopa de España. De finale tegen Atlético Madrid eindigde in reguliere speeltijd in 0–0, waarna Real Madrid de strafschoppenreeks won. Ramos schoot de winnende strafschop raak. In het Champions League-duel met Manchester City op 26 februari ontving Ramos de 26e rode kaart uit zijn carrière en zijn vierde in de Champions League. Daarmee evenaarde hij het Champions League-record van Zlatan Ibrahimović en Edgar Davids.
Op 21 juni 2020 maakte Ramos de openingstreffer in de competitiewedstrijd tegen Real Sociedad. Dat was zijn 68ste doelpunt in de Primera División en daarmee verbrak hij het record van Ronald Koeman als de verdediger met de meeste doelpunten in de Spaanse competitie. In de laatste speelronde tegen CD Leganés maakte Ramos zijn elfde doelpunt van het competitieseizoen. Het was zijn honderdste doelpunt op clubniveau. Ramos won voor de vijfde keer de Spaanse titel met Real Madrid. Real Madrid werd uitgeschakeld in de achtste finales van de Champions League en de kwartfinales in de Copa del Rey. Op 3 november 2021 maakte Ramos tegen Internazionale zijn honderdste doelpunt namens Real Madrid. Hij werd de 21ste speler die dat presteerde voor Los Blancos. In de tweede seizoenshelft miste Ramos veel wedstrijden door blessures en werd Real Madrid uitgeschakeld in de Supercopa door Athletic Bilbao, in de Copa del Rey door CD Alcoyano en in de Champions League door Chelsea FC. In de Primera División eindigde Real Madrid als tweede, achter Atlético Madrid. Op 17 juni 2021 kondigde Ramos zijn vertrek aan bij Real Madrid na 671 wedstrijden en bijna 16 jaar.

### Paris Saint Germain
Op 8 juli 2021 werd bekendgemaakt dat Ramos een tweejarig contract tekende bij Paris Saint-Germain. Het eerste optreden van Ramos voor zijn nieuwe club liet door blessures lange tijd op zich wachten. Ramos debuteerde voor de Parijzenaren op 28 november 2021, bij een 1–3 zege op AS Saint-Étienne in de Ligue 1. Bij een 4–0 overwinning op Stade de Reims op 23 januari 2022 maakte hij zijn eerste doelpunt voor de club.

### C.F. Monterrey
Sergio Ramos tekende in februari 2025 een contract bij CF Monterrey. Op 3 maart 2025 scoorde hij zijn eerste doelpunt voor de club in een 4-2 overwinning op Santos Laguna, door een kopbal na een voorzet van Sergio Canales. Sinds zijn komst heeft Ramos zich snel ontpopt als een belangrijke speler voor de Mexicaanse club.

## Clubstatistieken
| Seizoen     | Club                | Competitie       | Competitie | Competitie | Competitie | Beker | Beker | Beker | Internationaal | Internationaal | Internationaal | Totaal | Totaal | Totaal |
| Seizoen     | Club                | Competitie       | Wed.       | Dlp.       | Ass.       | Wed.  | Dlp.  | Ass.  | Wed.           | Dlp.           | Ass.           | Wed.   | Dlp.   | Ass.   |
| ----------- | ------------------- | ---------------- | ---------- | ---------- | ---------- | ----- | ----- | ----- | -------------- | -------------- | -------------- | ------ | ------ | ------ |
| 2003/04     | Sevilla FC          | Primera División | 7          | 0          | 0          | 0     | 0     | 0     | —              | —              | —              | 7      | 0      | 0      |
| 2004/05     | Sevilla FC          | Primera División | 31         | 2          | 0          | 0     | 0     | 0     | 6              | 1              | 0              | 37     | 3      | 0      |
| 2005/06     | Sevilla FC          | Primera División | 1          | 0          | 0          | —     | —     | —     | —              | —              | —              | 1      | 0      | 0      |
| Club Totaal | Club Totaal         | Club Totaal      | 39         | 2          | 0          | 0     | 0     | 0     | 6              | 1              | 0              | 45     | 3      | 0      |
| 2005/06     | Real Madrid         | Primera División | 33         | 4          | 0          | 6     | 1     | 0     | 7              | 1              | 0              | 46     | 6      | 0      |
| 2006/07     | Real Madrid         | Primera División | 33         | 5          | 4          | 3     | 0     | 0     | 6              | 1              | 0              | 42     | 6      | 4      |
| 2007/08     | Real Madrid         | Primera División | 33         | 5          | 4          | 5     | 1     | 0     | 7              | 0              | 0              | 45     | 6      | 4      |
| 2008/09     | Real Madrid         | Primera División | 32         | 4          | 3          | 2     | 1     | 0     | 8              | 1              | 0              | 42     | 6      | 3      |
| 2009/10     | Real Madrid         | Primera División | 33         | 4          | 3          | 0     | 0     | 0     | 7              | 0              | 0              | 40     | 4      | 3      |
| 2010/11     | Real Madrid         | Primera División | 31         | 3          | 2          | 7     | 1     | 1     | 8              | 0              | 0              | 46     | 4      | 3      |
| 2011/12     | Real Madrid         | Primera División | 34         | 3          | 5          | 6     | 0     | 0     | 11             | 1              | 1              | 51     | 4      | 6      |
| 2012/13     | Real Madrid         | Primera División | 26         | 4          | 1          | 5     | 0     | 0     | 9              | 1              | 1              | 40     | 5      | 2      |
| 2013/14     | Real Madrid         | Primera División | 32         | 4          | 1          | 8     | 0     | 0     | 11             | 3              | 3              | 51     | 7      | 4      |
| 2014/15     | Real Madrid         | Primera División | 27         | 4          | 1          | 4     | 1     | 0     | 11             | 2              | 0              | 42     | 7      | 1      |
| 2015/16     | Real Madrid         | Primera División | 23         | 2          | 3          | 0     | 0     | 0     | 10             | 1              | 0              | 33     | 3      | 3      |
| 2016/17     | Real Madrid         | Primera División | 28         | 7          | 0          | 3     | 1     | 0     | 13             | 2              | 2              | 44     | 10     | 2      |
| 2017/18     | Real Madrid         | Primera División | 26         | 4          | 1          | 3     | 0     | 0     | 13             | 1              | 0              | 42     | 5      | 1      |
| 2018/19     | Real Madrid         | Primera División | 28         | 6          | 2          | 6     | 3     | 0     | 8              | 2              | 0              | 42     | 11     | 2      |
| 2019/20     | Real Madrid         | Primera División | 35         | 11         | 1          | 4     | 0     | 1     | 5              | 2              | 0              | 44     | 13     | 1      |
| 2020/21     | Real Madrid         | Primera División | 15         | 2          | 0          | 1     | 0     | 0     | 5              | 2              | 1              | 21     | 4      | 1      |
| Club Totaal | Club Totaal         | Club Totaal      | 469        | 72         | 31         | 63    | 9     | 2     | 139            | 20             | 8              | 671    | 101    | 41     |
| 2021/22     | Paris Saint-Germain | Ligue 1          | 12         | 2          | 0          | 1     | 0     | 0     | 0              | 0              | 0              | 13     | 2      | 0      |
| 2022/23     | Paris Saint-Germain | Ligue 1          | 33         | 2          | 1          | 4     | 2     | 0     | 8              | 0              | 0              | 45     | 4      | 1      |
| Club Totaal | Club Totaal         | Club Totaal      | 45         | 4          | 1          | 5     | 2     | 0     | 8              | 0              | 0              | 58     | 6      | 1      |
| 2023/24     | Sevilla FC          | Primera División | 28         | 3          | 0          | 4     | 2     | 0     | 5              | 2              | 1              | 37     | 7      | 1      |
| Club Totaal | Club Totaal         | Club Totaal      | 67         | 5          | 0          | 4     | 2     | 0     | 11             | 3              | 1              | 92     | 10     | 1      |
| 2025        | Monterrey           | Liga MX          | 1          | 0          | 0          | 0     | 0     | 0     | 0              | 0              | 0              | 1      | 0      | 0      |
| Club Totaal | Club Totaal         | Club Totaal      | 1          | 0          | 0          | 0     | 0     | 0     | 0              | 0              | 0              | 1      | 0      | 0      |
| TOTAAL      | TOTAAL              | TOTAAL           | 582        | 81         | 32         | 72    | 13    | 2     | 158            | 23             | 9              | 812    | 117    | 43     |

Bijgewerkt t/m 7 februari 2025.

## Interlandcarrière
Ramos debuteerde op 26 maart 2005 in het Spaans elftal in de oefenwedstrijd tegen China. Hij verving Carles Puyol bij de rust. Zijn eerste interlanddoelpunten maakte hij op 13 oktober 2005 tegen San Marino in het kwalificatietoernooi voor het WK 2006. Ramos scoorde in dat duel twee keer. De verdediger behoorde tot de Spaanse selectie voor het wereldkampioenschap 2006 onder Luis Aragonés. Spanje werd in de achtste finale uitgeschakeld door Frankrijk. Ramos miste alleen minuten in het laatste groepsduel tegen Saoedi-Arabië, toen hij de gehele wedstrijd op de bank bleef. Spanje won met Ramos het EK 2008. In de finale werd Duitsland verslagen. Opnieuw miste Ramos alleen minuten in het laatste groepsduel, tegen Griekenland. Het was de tweede EK-titel in de geschiedenis van Spanje. Na het winnen van het EK 2008 mocht Spanje deelnemen aan de Confederations Cup in Zuid-Afrika. In de halve finale werd Spanje uitgeschakeld door de Verenigde Staten. Spanje ging uiteindelijk naar huis met een bronzen medaille. Ramos miste beide wedstrijden tegen Zuid-Afrika, in de groepsfase en de wedstrijd voor de derde plaats.

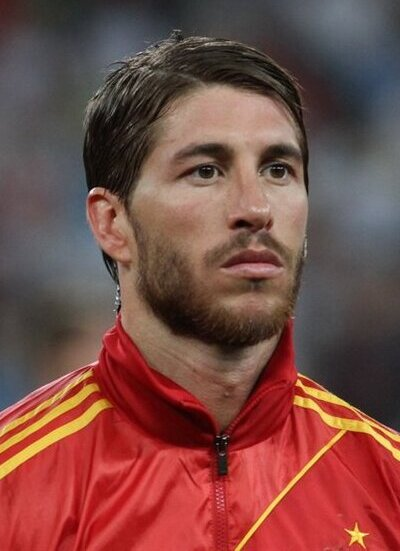
Ramos met Spanje op het EK 2012

Vicente del Bosque riep Ramos ook op voor het WK 2010. Ramos deed als rechtervleugelverdediger in alle wedstrijden mee en de finale werd gewonnen van Nederland. Spanje werd voor het eerst in de geschiedenis wereldkampioen. 
Twee jaar later verdedigde het Spaanse elftal met succes het Europees kampioenschap. Ramos miste geen minuut. In de finale werd Italië met 4–0 verslagen. Op 22 maart 2013 werd Ramos de jongste voetballer aller tijden met honderd interlands op zijn naam, toen hij met Spanje aantrad tegen Finland. Het WK-kwalificatieduel eindigde in 1–1 en Ramos nam de openingstreffer voor zijn rekening. Later dat jaar nam Ramos met Spanje deel aan de Confederations Cup. Ramos was aanvoerder van Spanje in de eerste helft toen Spanje met 10–0 Tahiti versloeg. Spanje werd tweede, de finale werd verloren van gastland Brazilië. 
Een jaar later werd Ramos opnieuw opgeroepen voor het WK in Brazilië. Na nederlagen tegen Nederland en Chili en winst tegen Australië werd Spanje in de poulefase uitgeschakeld. 
Op het EK 2016 speelde Ramos als Spanjes aanvoerder alle wedstrijden. In de groepsfase werd er gewonnen van Tsjechië en Turkije en verloren van Kroatië na een gemiste strafschop van Ramos, voordat Spanje in de achtste finales werd uitgeschakeld door Italië.
Ramos maakte eveneens deel uit van de Spaanse selectie, die onder leiding van interim-bondscoach Fernando Hierro in 2018 deelnam aan de WK-eindronde in Rusland. Daar wist de ploeg niet te overtuigen; in groep B werd gelijkgespeeld tegen Portugal (3–3) en Marokko (2–2). Spanje won in de poulefase alleen van Iran (1–0). In de achtste finales trokken de Zuid-Europeanen vervolgens in de strafschoppenreeks aan het kortste eind in het duel met gastland Rusland (3–4), nadat beide teams in de reguliere speeltijd plus verlenging op 1–1 waren blijven steken. Koke en Iago Aspas misten voor Spanje vanaf elf meter, oog in oog met de Russische doelman Igor Akinfejev. Ramos kwam als aanvoerder in alle duels in actie, van de eerste tot en met de laatste minuut. Ramos speelde op 8 september 2019 zijn 167e interland voor Spanje, thuis tegen Faeröer (4–0). Daarmee evenaarde hij het nationale record van Iker Casillas. Hij werd op 12 oktober 2019 alleen recordhouder door in een EK-kwalificatiewedstrijd in en tegen Noorwegen (1–1) zijn 168e interland te spelen. De wedstrijd tegen Zwitserland in de Nations League op 14 november 2020 was Ramos' 177e interland, waarmee hij het record van Gianluigi Buffon als de Europeaan met de meest gespeelde interlandwedstrijden verbrak. 
Ramos werd wegens een gebrek aan wedstrijdritme door Luis Enrique niet geselecteerd voor het naar 2021 uitgestelde EK 2020. In 2022 werd hij wederom niet door Enrique geselecteerd, ditmaal voor deelname aan het WK 2022. Eind februari 2023 kondigde Ramos aan dat hij van de nieuwe toenmalige bondscoach Luis de la Fuente te horen heeft gekregen ook niet meer in diens plannen voor te komen. Aan de hand van die berichtgeving zette Ramos zelf een punt achter zijn interlandcarrière, iets wat hij zichzelf anders had voorgesteld. In totaal kwam Ramos tot 180 interlands.
| Interlands van Sergio Ramos voor Spanje | Interlands van Sergio Ramos voor Spanje | Interlands van Sergio Ramos voor Spanje | Interlands van Sergio Ramos voor Spanje | Interlands van Sergio Ramos voor Spanje | Interlands van Sergio Ramos voor Spanje |
| №                                       | Datum                                   | Wedstrijd                               | Uitslag                                 | Competitie                              | Goals                                   |
| Als speler van Sevilla FC               | Als speler van Sevilla FC               | Als speler van Sevilla FC               | Als speler van Sevilla FC               | Als speler van Sevilla FC               | Als speler van Sevilla FC               |
| --------------------------------------- | --------------------------------------- | --------------------------------------- | --------------------------------------- | --------------------------------------- | --------------------------------------- |
| 1.                                      | 26 mei 2005                             | Spanje – China                          | 3 – 0                                   | Vriendschappelijk                       |                                         |
| 2.                                      | 30 mei 2005                             | Servië en Montenegro – Spanje           | 0 – 0                                   | Kwalificatie EK 2006                    |                                         |
| 3.                                      | 4 juni 2005                             | Spanje – Litouwen                       | 1 – 0                                   | Kwalificatie EK 2006                    |                                         |
| Als speler bij Real Madrid CF           |                                         |                                         |                                         |                                         |                                         |
| 4.                                      | 17 augustus 2005                        | Spanje – Uruguay                        | 2 – 0                                   | Vriendschappelijk                       |                                         |
| 5.                                      | 3 september 2005                        | Spanje – Canada                         | 2 – 1                                   | Vriendschappelijk                       |                                         |
| 6.                                      | 12 oktober 2005                         | San Marino – Spanje                     | 0 – 6                                   | Kwalificatie EK 2006                    | 30' 47'                                 |
| 7.                                      | 16 november 2005                        | Slowakije – Spanje                      | 1 – 1                                   | Kwalificatie EK 2006                    |                                         |
| 8.                                      | 1 maart 2006                            | Spanje – Ivoorkust                      | 3 – 2                                   | Vriendschappelijk                       |                                         |
| 9.                                      | 27 april 2006                           | Spanje – Rusland                        | 0 – 0                                   | Vriendschappelijk                       |                                         |
| 10.                                     | 3 juni 2006                             | Spanje – Egypte                         | 2 – 0                                   | Vriendschappelijk                       |                                         |
| 11.                                     | 7 juni 2006                             | Kroatië – Spanje                        | 1 – 2                                   | Vriendschappelijk                       |                                         |
| 12.                                     | 14 juni 2006                            | Spanje – Oekraïne                       | 4 – 0                                   | WK 2006                                 |                                         |
| 13.                                     | 19 juni 2006                            | Spanje – Tunesië                        | 3 – 1                                   | WK 2006                                 |                                         |
| 14.                                     | 27 juni 2006                            | Spanje – Frankrijk                      | 1 – 3                                   | WK 2006                                 |                                         |
| 15.                                     | 15 augustus 2006                        | IJsland – Spanje                        | 0 – 0                                   | Vriendschappelijk                       |                                         |
| 16.                                     | 2 september 2006                        | Spanje – Liechtenstein                  | 4 – 0                                   | Kwalificatie EK 2008                    |                                         |
| 17.                                     | 6 september 2006                        | Noord-Ierland – Spanje                  | 3 – 2                                   | Kwalificatie EK 2008                    |                                         |
| 18.                                     | 7 oktober 2006                          | Zweden – Spanje                         | 2 – 0                                   | Kwalificatie EK 2008                    |                                         |
| 19.                                     | 11 oktober 2006                         | Spanje – Argentinië                     | 2 – 1                                   | Vriendschappelijk                       |                                         |
| 20.                                     | 15 november 2006                        | Spanje – Roemenië                       | 0 – 1                                   | Vriendschappelijk                       |                                         |
| 21.                                     | 7 februari 2007                         | Engeland – Spanje                       | 0 – 1                                   | Vriendschappelijk                       |                                         |
| 22.                                     | 28 maart 2007                           | Spanje – IJsland                        | 1 – 0                                   | Kwalificatie EK 2008                    |                                         |
| 23.                                     | 2 juni 2007                             | Letland – Spanje                        | 0 – 2                                   | Kwalificatie EK 2008                    |                                         |
| 24.                                     | 6 juni 2007                             | Liechtenstein – Spanje                  | 0 – 2                                   | Kwalificatie EK 2008                    |                                         |
| 25.                                     | 8 september 2007                        | Spanje – IJsland                        | 1 – 1                                   | Kwalificatie EK 2008                    |                                         |
| 26.                                     | 12 september 2007                       | Spanje – Letland                        | 2 – 0                                   | Kwalificatie EK 2008                    |                                         |
| 27.                                     | 13 oktober 2007                         | Denemarken – Spanje                     | 1 – 3                                   | Kwalificatie EK 2008                    | 49'                                     |
| 28.                                     | 17 oktober 2007                         | Finland – Spanje                        | 0 – 0                                   | Vriendschappelijk                       |                                         |
| 29.                                     | 17 november 2007                        | Spanje – Zweden                         | 3 – 0                                   | Kwalificatie EK 2008                    | 64'                                     |
| 30.                                     | 21 november 2007                        | Spanje – Noord-Ierland                  | 1 – 0                                   | Kwalificatie EK 2008                    |                                         |
| 31.                                     | 6 februari 2008                         | Spanje – Frankrijk                      | 1 – 0                                   | Vriendschappelijk                       |                                         |
| 32.                                     | 26 maart 2008                           | Spanje – Italië                         | 1 – 0                                   | Vriendschappelijk                       |                                         |
| 33.                                     | 31 mei 2008                             | Spanje – Peru                           | 2 – 1                                   | Vriendschappelijk                       |                                         |
| 34.                                     | 4 juni 2008                             | Spanje – Verenigde Staten               | 1 – 0                                   | Vriendschappelijk                       |                                         |
| 35.                                     | 10 juni 2008                            | Rusland – Spanje                        | 1 – 4                                   | EK 2008                                 |                                         |
| 36.                                     | 14 juni 2008                            | Spanje – Zweden                         | 2 – 1                                   | EK 2008                                 |                                         |
| 37.                                     | 22 juni 2008                            | Italië – Spanje                         | 0 – 0 n.s. 4 – 2                        | EK 2008                                 |                                         |
| 38.                                     | 25 juni 2008                            | Rusland – Spanje                        | 0 – 3                                   | EK 2008                                 |                                         |
| 39.                                     | 29 juni 2008                            | Duitsland – Spanje                      | 0 – 1                                   | EK 2008                                 |                                         |
| 40.                                     | 20 augustus 2008                        | Denemarken – Spanje                     | 0 – 3                                   | Vriendschappelijk                       |                                         |
| 41.                                     | 6 september 2008                        | Spanje – Bosnië en Herzegovina          | 1 – 0                                   | Kwalificatie WK 2010                    |                                         |
| 42.                                     | 10 september 2008                       | Spanje – Armenië                        | 4 – 0                                   | Kwalificatie WK 2010                    |                                         |
| 43.                                     | 11 oktober 2008                         | Estland – Spanje                        | 0 – 3                                   | Kwalificatie WK 2010                    |                                         |
| 44.                                     | 15 oktober 2008                         | België – Spanje                         | 1 – 2                                   | Kwalificatie WK 2010                    |                                         |
| 45.                                     | 19 november 2008                        | Spanje – Chili                          | 3 – 0                                   | Vriendschappelijk                       |                                         |
| 46.                                     | 11 februari 2009                        | Spanje – Engeland                       | 2 – 0                                   | Vriendschappelijk                       |                                         |
| 47.                                     | 28 maart 2009                           | Spanje – Turkije                        | 1 – 0                                   | Kwalificatie WK 2010                    |                                         |
| 48.                                     | 1 april 2009                            | Turkije – Spanje                        | 1 – 2                                   | Kwalificatie WK 2010                    |                                         |
| 49.                                     | 9 juni 2009                             | Azerbeidzjan – Spanje                   | 0 – 6                                   | Vriendschappelijk                       |                                         |
| 50.                                     | 14 juni 2009                            | Nieuw-Zeeland – Spanje                  | 0 – 5                                   | Confederations Cup                      |                                         |
| 51.                                     | 17 juni 2009                            | Irak – Spanje                           | 0 – 1                                   | Confederations Cup                      |                                         |
| 52.                                     | 24 juni 2009                            | Verenigde Staten – Spanje               | 2 – 0                                   | Confederations Cup                      |                                         |
| 53.                                     | 10 oktober 2009                         | Armenië – Spanje                        | 1 – 2                                   | Kwalificatie WK 2010                    |                                         |
| 54.                                     | 14 oktober 2009                         | Bosnië en Herzegovina – Spanje          | 2 – 5                                   | Kwalificatie WK 2010                    |                                         |
| 55.                                     | 14 november 2009                        | Spanje – Argentinië                     | 2 – 1                                   | Vriendschappelijk                       |                                         |
| 56.                                     | 18 november 2009                        | Oostenrijk – Spanje                     | 1 – 5                                   | Vriendschappelijk                       |                                         |
| 57.                                     | 3 maart 2010                            | Frankrijk – Spanje                      | 0 – 2                                   | Vriendschappelijk                       | 45+1'                                   |
| 58.                                     | 29 mei 2010                             | Saoedi-Arabië – Spanje                  | 2 – 3                                   | Vriendschappelijk                       |                                         |
| 59.                                     | 3 juni 2010                             | Zuid-Korea – Spanje                     | 0 – 1                                   | Vriendschappelijk                       |                                         |
| 60.                                     | 8 juni 2010                             | Spanje – Polen                          | 6 – 0                                   | Vriendschappelijk                       |                                         |
| 61.                                     | 16 juni 2010                            | Spanje – Zwitserland                    | 0 – 1                                   | WK 2010                                 |                                         |
| 62.                                     | 21 juni 2010                            | Honduras – Spanje                       | 0 – 2                                   | WK 2010                                 |                                         |
| 63.                                     | 25 juni 2010                            | Chili – Spanje                          | 1 – 2                                   | WK 2010                                 |                                         |
| 64.                                     | 29 juni 2010                            | Portugal – Spanje                       | 0 – 1                                   | WK 2010                                 |                                         |
| 65.                                     | 3 juli 2010                             | Paraguay – Spanje                       | 0 – 1                                   | WK 2010                                 |                                         |
| 66.                                     | 7 juli 2010                             | Duitsland – Spanje                      | 0 – 1                                   | WK 2010                                 |                                         |
| 67.                                     | 11 juli 2010                            | Nederland – Spanje                      | 0 – 1 n.v.                              | WK 2010                                 |                                         |
| 68.                                     | 11 augustus 2010                        | Mexico – Spanje                         | 1 – 1                                   | Vriendschappelijk                       |                                         |
| 69.                                     | 3 september 2010                        | Liechtenstein – Spanje                  | 0 – 4                                   | Kwalificatie EK 2012                    |                                         |
| 70.                                     | 8 oktober 2010                          | Spanje – Litouwen                       | 3 – 1                                   | Kwalificatie EK 2012                    |                                         |
| 71.                                     | 12 oktober 2010                         | Schotland – Spanje                      | 2 – 3                                   | Kwalificatie EK 2012                    |                                         |
| 72.                                     | 17 november 2010                        | Portugal – Spanje                       | 4 – 0                                   | Vriendschappelijk                       |                                         |
| 73.                                     | 9 februari 2011                         | Spanje – Colombia                       | 1 – 0                                   | Benefietwedstrijd                       |                                         |
| 74.                                     | 25 maart 2011                           | Spanje – Tsjechië                       | 2 – 1                                   | Kwalificatie EK 2012                    |                                         |
| 75.                                     | 29 maart 2011                           | Litouwen – Spanje                       | 1 – 3                                   | Kwalificatie EK 2012                    |                                         |
| 76.                                     | 4 juni 2011                             | Verenigde Staten – Spanje               | 0 – 4                                   | Vriendschappelijk                       |                                         |
| 77.                                     | 2 september 2011                        | Chili – Spanje                          | 2 – 3                                   | Vriendschappelijk                       |                                         |
| 78.                                     | 6 september 2011                        | Spanje – Liechtenstein                  | 6 – 0                                   | Kwalificatie EK 2012                    | 52'                                     |
| 79.                                     | 7 oktober 2011                          | Tsjechië – Spanje                       | 0 – 2                                   | Kwalificatie EK 2012                    |                                         |
| 80.                                     | 11 oktober 2011                         | Spanje – Schotland                      | 3 – 1                                   | Kwalificatie EK 2012                    |                                         |
| 81.                                     | 12 november 2011                        | Engeland – Spanje                       | 1 – 0                                   | Vriendschappelijk                       |                                         |
| 82.                                     | 15 november 2011                        | Costa Rica – Spanje                     | 2 – 2                                   | Vriendschappelijk                       |                                         |
| 83.                                     | 29 februari 2012                        | Spanje – Venezuela                      | 5 – 0                                   | Vriendschappelijk                       |                                         |
| 84.                                     | 26 mei 2012                             | Servië – Spanje                         | 0 – 2                                   | Vriendschappelijk                       |                                         |
| 85.                                     | 30 mei 2012                             | Zuid-Korea – Spanje                     | 1 – 4                                   | Vriendschappelijk                       |                                         |
| 86.                                     | 3 juni 2012                             | Spanje – China                          | 1 – 0                                   | Vriendschappelijk                       |                                         |
| 87.                                     | 10 juni 2012                            | Italië – Spanje                         | 1 – 1                                   | EK 2012                                 |                                         |
| 88.                                     | 14 juni 2012                            | Ierland – Spanje                        | 4 – 0                                   | EK 2012                                 |                                         |
| 89.                                     | 18 juni 2012                            | Kroatië – Spanje                        | 0 – 1                                   | EK 2012                                 |                                         |
| 90.                                     | 23 juni 2012                            | Frankrijk – Spanje                      | 2 – 0                                   | EK 2012                                 |                                         |
| 91.                                     | 27 juni 2012                            | Portugal – Spanje                       | 0 – 0 n.s. 2 – 4                        | EK 2012                                 |                                         |
| 92.                                     | 1 juli 2012                             | Italië – Spanje                         | 0 – 4                                   | EK 2012                                 |                                         |
| 93.                                     | 15 augustus 2012                        | Puerto Rico – Spanje                    | 1 – 2                                   | Vriendschappelijk                       |                                         |
| 94.                                     | 7 september 2012                        | Spanje – Saoedi-Arabië                  | 5 – 0                                   | Vriendschappelijk                       |                                         |
| 95.                                     | 11 september 2012                       | Georgië – Spanje                        | 0 – 1                                   | Kwalificatie WK 2014                    |                                         |
| 96.                                     | 12 oktober 2012                         | Wit-Rusland – Spanje                    | 0 – 4                                   | Kwalificatie WK 2014                    |                                         |
| 97.                                     | 16 oktober 2012                         | Spanje – Frankrijk                      | 1 – 1                                   | Kwalificatie WK 2014                    | 25'                                     |
| 98.                                     | 14 november 2012                        | Panama – Spanje                         | 1 – 5                                   | Vriendschappelijk                       | 82'                                     |
| 99.                                     | 6 februari 2013                         | Uruguay – Spanje                        | 1 – 3                                   | Vriendschappelijk                       |                                         |
| 100.                                    | 22 maart 2013                           | Spanje – Finland                        | 1 – 1                                   | Kwalificatie WK 2014                    | 49'                                     |
| 101.                                    | 26 maart 2013                           | Frankrijk – Spanje                      | 0 – 1                                   | Kwalificatie WK 2014                    |                                         |
| 102.                                    | 8 juni 2013                             | Haïti – Spanje                          | 1 – 2                                   | Vriendschappelijk                       |                                         |
| 103.                                    | 11 juni 2013                            | Spanje – Ierland                        | 2 – 0                                   | Vriendschappelijk                       |                                         |
| 104.                                    | 16 juni 2013                            | Uruguay – Spanje                        | 1 – 2                                   | Confederations Cup                      |                                         |
| 105.                                    | 20 juni 2013                            | Spanje – Tahiti                         | 0 – 10                                  | Confederations Cup                      |                                         |
| 106.                                    | 23 juni 2013                            | Nigeria – Spanje                        | 0 –3                                    | Confederations Cup                      |                                         |
| 107.                                    | 27 juni 2013                            | Italië – Spanje                         | 0 – 0 n.s. 6 – 7                        | Confederations Cup                      |                                         |
| 108.                                    | 30 juni 2013                            | Brazilië – Spanje                       | 0 – 3                                   | Confederations Cup                      |                                         |
| 109.                                    | 14 augustus 2013                        | Ecuador – Spanje                        | 0 – 2                                   | Vriendschappelijk                       |                                         |
| 110.                                    | 6 september 2013                        | Finland – Spanje                        | 0 – 2                                   | Kwalificatie WK 2014                    |                                         |
| 111.                                    | 10 september 2013                       | Chili – Spanje                          | 2 – 2                                   | Vriendschappelijk                       |                                         |
| 112.                                    | 11 oktober 2013                         | Spanje – Wit-Rusland                    | 2 – 1                                   | Kwalificatie WK 2014                    |                                         |
| 113.                                    | 15 oktober 2013                         | Spanje – Georgië                        | 2 – 0                                   | Kwalificatie WK 2014                    |                                         |
| 114.                                    | 16 november 2013                        | Equatoriaal-Guinea – Spanje             | 1 – 2                                   | Vriendschappelijk                       |                                         |
| 115.                                    | 19 november 2013                        | Zuid-Afrika – Spanje                    | 1 – 0                                   | Vriendschappelijk                       |                                         |
| 116.                                    | 5 maart 2014                            | Spanje – Italië                         | 1 – 0                                   | Vriendschappelijk                       |                                         |
| 117.                                    | 7 juni 2014                             | El Salvador – Spanje                    | 0 – 2                                   | Vriendschappelijk                       |                                         |
| 118.                                    | 13 juni 2014                            | Spanje – Nederland                      | 1 – 5                                   | WK 2014                                 |                                         |
| 119.                                    | 18 juni 2014                            | Chili – Spanje                          | 2 – 0                                   | WK 2014                                 |                                         |
| 120.                                    | 23 juni 2014                            | Australië – Spanje                      | 0 – 3                                   | WK 2014                                 |                                         |
| 121.                                    | 4 september 2014                        | Frankrijk – Spanje                      | 1 – 0                                   | Vriendschappelijk                       |                                         |
| 122.                                    | 8 september 2014                        | Spanje – Macedonië                      | 5 – 1                                   | Kwalificatie EK 2016                    | 16' (pen.)                              |
| 123.                                    | 15 november 2014                        | Spanje – Wit-Rusland                    | 3 – 0                                   | Kwalificatie EK 2016                    |                                         |
| 124.                                    | 18 november 2014                        | Spanje – Duitsland                      | 0 – 1                                   | Vriendschappelijk                       |                                         |
| 125.                                    | 28 maart 2015                           | Spanje – Oekraïne                       | 1 – 0                                   | Kwalificatie EK 2016                    |                                         |
| 126.                                    | 31 maart 2015                           | Nederland – Spanje                      | 2 – 0                                   | Vriendschappelijk                       |                                         |
| 127.                                    | 11 juni 2015                            | Spanje – Costa Rica                     | 2 – 1                                   | Vriendschappelijk                       |                                         |
| 128.                                    | 14 juni 2015                            | Wit-Rusland – Spanje                    | 0 – 1                                   | Kwalificatie EK 2016                    |                                         |
| 129.                                    | 5 september 2015                        | Spanje – Slowakije                      | 2 – 0                                   | Kwalificatie EK 2016                    |                                         |
| 130.                                    | 9 september 2015                        | Macedonië – Spanje                      | 0 – 1                                   | Kwalificatie EK 2016                    |                                         |
| 131.                                    | 24 maart 2016                           | Italië – Spanje                         | 1 – 1                                   | Vriendschappelijk                       |                                         |
| 132.                                    | 7 juni 2016                             | Spanje – Georgië                        | 0 – 1                                   | Vriendschappelijk                       |                                         |
| 133.                                    | 13 juni 2016                            | Spanje – Tsjechië                       | 1 – 0                                   | EK 2016                                 |                                         |
| 134.                                    | 17 juni 2016                            | Spanje – Turkije                        | 3 – 0                                   | EK 2016                                 |                                         |
| 135.                                    | 21 juni 2016                            | Kroatië – Spanje                        | 2 – 1                                   | EK 2016                                 |                                         |
| 136.                                    | 27 juni 2016                            | Italië – Spanje                         | 2 – 0                                   | EK 2016                                 |                                         |
| 137.                                    | 1 september 2016                        | België – Spanje                         | 0 – 2                                   | Vriendschappelijk                       |                                         |
| 138.                                    | 5 september 2016                        | Spanje – Liechtenstein                  | 8 – 0                                   | Kwalificatie WK 2018                    |                                         |
| 139.                                    | 6 oktober 2016                          | Italië – Spanje                         | 1 – 1                                   | Kwalificatie WK 2018                    |                                         |
| 140.                                    | 9 oktober 2016                          | Albanië – Spanje                        | 0 – 2                                   | Kwalificatie WK 2018                    |                                         |
| 141.                                    | 24 maart 2017                           | Spanje – Israël                         | 4 – 1                                   | Kwalificatie WK 2018                    |                                         |
| 142.                                    | 28 maart 2017                           | Frankrijk – Spanje                      | 0 – 2                                   | Vriendschappelijk                       |                                         |
| 143.                                    | 11 juni 2017                            | Noord-Macedonië – Spanje                | 1 – 2                                   | Kwalificatie WK 2018                    |                                         |
| 144.                                    | 2 september 2017                        | Spanje – Italië                         | 3 – 0                                   | Kwalificatie WK 2018                    |                                         |
| 145.                                    | 5 september 2017                        | Liechtenstein – Spanje                  | 0 – 8                                   | Kwalificatie WK 2018                    | 3'                                      |
| 146.                                    | 6 oktober 2017                          | Spanje – Albanië                        | 3 – 0                                   | Kwalificatie WK 2018                    |                                         |
| 147.                                    | 9 oktober 2017                          | Israël – Spanje                         | 0 – 1                                   | Kwalificatie WK 2018                    |                                         |
| 148.                                    | 11 november 2017                        | Spanje – Costa Rica                     | 5 – 0                                   | Vriendschappelijk                       |                                         |
| 149.                                    | 14 november 2017                        | Rusland – Spanje                        | 3 – 3                                   | Vriendschappelijk                       | 35', 53'                                |
| 150.                                    | 23 maart 2018                           | Duitsland – Spanje                      | 1 – 1                                   | Vriendschappelijk                       |                                         |
| 151.                                    | 27 maart 2018                           | Spanje – Argentinië                     | 6 – 1                                   | Vriendschappelijk                       |                                         |
| 152.                                    | 9 juni 2018                             | Tunesië – Spanje                        | 0 – 1                                   | Vriendschappelijk                       |                                         |
| 153.                                    | 15 juni 2018                            | Portugal – Spanje                       | 3 – 3                                   | WK 2018                                 |                                         |
| 154.                                    | 20 juni 2018                            | Iran – Spanje                           | 0 – 1                                   | WK 2018                                 |                                         |
| 155.                                    | 25 juni 2018                            | Marokko – Spanje                        | 2 – 2                                   | WK 2018                                 |                                         |
| 156.                                    | 1 juli 2018                             | Spanje – Rusland                        | 1 – 1 n.s. 4 – 5                        | WK 2018                                 |                                         |
| 157.                                    | 8 september 2018                        | Engeland – Spanje                       | 1 – 2                                   | Nations League 2018/19                  |                                         |
| 158.                                    | 11 september 2018                       | Spanje – Kroatië                        | 6 – 0                                   | Nations League 2018/19                  | 57'                                     |
| 159.                                    | 11 oktober 2018                         | Wales – Spanje                          | 1 – 4                                   | Vriendschappelijk                       | 19'                                     |
| 160.                                    | 15 oktober 2018                         | Spanje – Engeland                       | 2 – 3                                   | Nations League 2018/19                  | 90+7'                                   |
| 161.                                    | 15 november 2018                        | Kroatië – Spanje                        | 3–2                                     | Nations League 2018/19                  | 78'                                     |
| 162.                                    | 23 maart 2019                           | Spanje – Noorwegen                      | 2 – 1                                   | Kwalificatie EK 2020                    | 71' (pen.)                              |
| 163.                                    | 26 maart 2019                           | Malta – Spanje                          | 0 – 2                                   | Kwalificatie EK 2020                    |                                         |
| 164.                                    | 7 juni 2019                             | Faeröer – Spanje                        | 1 – 4                                   | Kwalificatie EK 2020                    | 6'                                      |
| 165.                                    | 10 juni 2019                            | Spanje – Zweden                         | 3 – 0                                   | Kwalificatie EK 2020                    | 64' (pen.)                              |
| 166.                                    | 5 september 2019                        | Roemenië – Spanje                       | 1 – 2                                   | Kwalificatie EK 2020                    | 29' (pen.)                              |
| 167.                                    | 8 september 2019                        | Spanje – Faeröer                        | 4 – 0                                   | Kwalificatie EK 2020                    |                                         |
| 168.                                    | 12 oktober 2019                         | Noorwegen – Spanje                      | 1 – 1                                   | Kwalificatie EK 2020                    |                                         |
| 169.                                    | 15 november 2019                        | Spanje – Malta                          | 7 – 0                                   | Kwalificatie EK 2020                    |                                         |
| 170.                                    | 18 november 2019                        | Spanje – Roemenië                       | 5 – 0                                   | Kwalificatie EK 2020                    |                                         |
| 171.                                    | 3 september 2020                        | Duitsland – Spanje                      | 1 – 1                                   | UEFA Nations League A                   |                                         |
| 172.                                    | 6 september 2020                        | Spanje − Oekraïne                       | 4 – 0                                   | UEFA Nations League A                   | 3' (pen.) 29'                           |
| 173.                                    | 7 oktober 2020                          | Portugal – Spanje                       | 0 – 0                                   | Vriendschappelijk                       |                                         |
| 174.                                    | 10 oktober 2020                         | Spanje − Zwitserland                    | 1 – 0                                   | UEFA Nations League A                   |                                         |
| 175.                                    | 13 oktober 2020                         | Oekraïne − Spanje                       | 1 – 0                                   | UEFA Nations League A                   |                                         |
| 176.                                    | 11 november 2020                        | Nederland – Spanje                      | 1 – 1                                   | Vriendschappelijk                       |                                         |
| 177.                                    | 14 november 2020                        | Zwitserland − Spanje                    | 1 – 1                                   | UEFA Nations League A                   |                                         |
| 178.                                    | 17 november 2020                        | Spanje − Duitsland                      | 6 – 0                                   | UEFA Nations League A                   |                                         |
| 179.                                    | 25 maart 2021                           | Spanje – Griekenland                    | 1 – 1                                   | Kwalificatie WK 2022                    |                                         |
| 180.                                    | 31 maart 2021                           | Spanje – Kosovo                         | 3 – 1                                   | Kwalificatie WK 2022                    |                                         |

Bijgewerkt t/m 19 april 2021.

## Erelijst
| Competitie            |             |                                             |             |             |
| Competitie            | Aantal      | Jaren                                       |             |             |
| Real Madrid           | Real Madrid | Real Madrid                                 | Real Madrid | Real Madrid |
| --------------------- | ----------- | ------------------------------------------- | ----------- | ----------- |
| FIFA Club World Cup   | 4x          | 2014, 2016, 2017, 2018                      |             |             |
| UEFA Champions League | 4x          | 2013/14, 2015/16, 2016/17, 2017/18          |             |             |
| UEFA Super Cup        | 3x          | 2014, 2016, 2017                            |             |             |
| Primera División      | 5x          | 2006/07, 2007/08, 2011/12, 2016/17, 2019/20 |             |             |
| Copa del Rey          | 2x          | 2010/11, 2013/14                            |             |             |
| Supercopa de España   | 4x          | 2008, 2012, 2017, 2019/20                   |             |             |
| Paris Saint-Germain   |             |                                             |             |             |
| Ligue 1               | 2x          | 2021/22,2022/23                             |             |             |
| Trophée des Champions | 1x          | 2022                                        |             |             |

| Competitie              | Winnaar | Winnaar    | Runner-up | Runner-up | Derde  | Derde  |
| Competitie              | Aantal  | Jaren      | Aantal    | Jaren     | Aantal | Jaren  |
| Spanje                  | Spanje  | Spanje     | Spanje    | Spanje    | Spanje | Spanje |
| ----------------------- | ------- | ---------- | --------- | --------- | ------ | ------ |
| FIFA WK                 | 1x      | 2010       |           |           |        |        |
| FIFA Confederations Cup |         |            | 1x        | 2013      | 1x     | 2009   |
| UEFA EK                 | 2x      | 2008, 2012 |           |           |        |        |
| Spanje –19              |         |            |           |           |        |        |
| UEFA EK onder 19        | 1x      | 2004       |           |           |        |        |